# Elezioni politiche a San Marino del 1964
Le elezioni politiche a San Marino del 1964 si tennero il 13 settembre per il rinnovo del Consiglio Grande e Generale.

## Sistema elettorale
L'elettorato attivo e passivo, già riservato ai cittadini sammarinesi maschi che avessero compiuto i 24 anni di età. Alle donne venne riconosciuto il diritto di voto (elettorato attivo) ma non l'elettorato passivo. 

## Risultati
| Partito Democratico Cristiano Sammarinese   | 5 939  | 46,83 | 29 |  |  |  |
| Partito Comunista Sammarinese               | 3 058  | 24,11 | 14 |  |  |  |
| Partito Socialista Indipendente Sammarinese | 2 051  | 16,17 | 10 |  |  |  |
| Partito Socialista Sammarinese              | 1 354  | 10,68 | 6  |  |  |  |
| Movimento Libertà Statutarie                | 281    | 2,22  | 1  |  |  |  |
| Totale                                      | 12 683 | 100   | 60 |  |  |  |
|                                             |        |       |    |  |  |  |
| Voti non validi                             | 245    | 1,90  |    |  |  |  |
| Votanti                                     | 12 928 | 83,99 |    |  |  |  |
| Elettori                                    | 15 392 |       |    |  |  |  |

La maggioranza viene costituita da PDCS e PSDIS.